# Soverzene
Soverzene är en ort och kommun i provinsen Belluno i regionen Veneto i Italien. Kommunen hade 375 invånare (2018).